# Caleschara minuta
Caleschara minuta är en mossdjursart som först beskrevs av Maplestone 1909.  Caleschara minuta ingår i släktet Caleschara och familjen Calescharidae. Inga underarter finns listade i Catalogue of Life.